# Lance Hoyt
Lance Hoyt (sinh ngày 27 tháng 2 năm 1977 tại Hearne, Texas) là một đô vật chuyên nghiệp người Mỹ, hiện làm cho Total Nonstop Action Wrestling ở Orlando, Florida.

### Texas
Năm 2000, Hoyt bắt đầu được huấn luyện làm đô vật dưới sự dẫn dắt của Solo Faitala, và anh đã thượng đài lần đầu tháng 7 năm 2000, với trận đấu với Tarzan Taylor. Anh đã trải qua 4 năm sau ở independent circuit Texas, sử dụng tên trên sàn là Lance Steel (ở trong Liên đoàn đô vật Southwest) và Breakdown Tên đáng chú ý của Hoyt là "Shadow."